# Casa Morillo (Arasanz)
Casa Morillo es un casa torreada de la localidad abandonada de Arasanz, ubicada en la comarca de Sobrarbe, provincia de Huesca, Aragón, España. 
El pueblo de Arasanz fue abandonado a la construcción del embalse de Mediano y también la casa Morillo. Las primeras menciones de esta localidad se remontan al año 1030. Casa Morillo data del año 1460 cuando el señor de Ariza mando construir este palacio fortificado. Con posterioridad se han realizado ampliaciones y reformas.

## Descripción
Es un edificio de grandes dimensiones que, actualmente encuentra muy deteriorado, inicialmente constaba de tres pisos y se cubría con losa a cuatro aguas. La torre cuadrada, situada más al norte, que destacaba, tiene planta cuadrada de gran altura y remata con almena. La de la esquina sur, es de gran tamaño pero más baja, es de planta circular. 
El conjunto consta además de zonas de corrales y dependencias para animales. Todo el conjunto se encuentra en estado de ruina pero no por ello carece de interés. Para llegar a este palacio es necesario tomar la senda que parte en dirección al pantano.

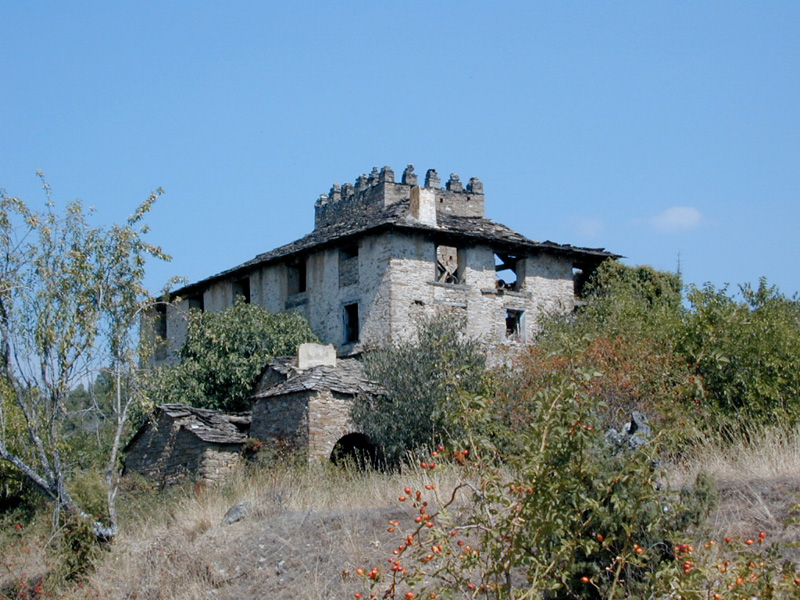
Conjunto fortificado en el que destaca en altura la torre cuadrada almenada.
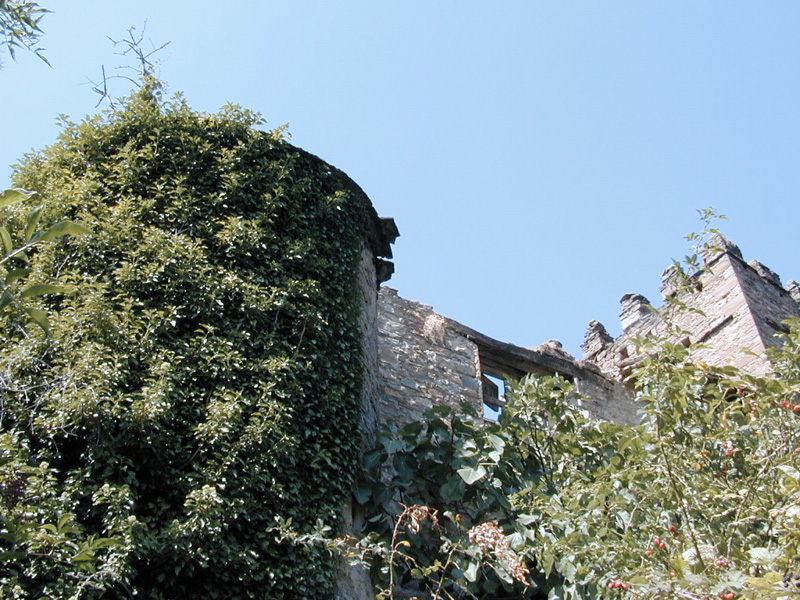
Vista de las dos torres, la circular cubierta de vegetación.
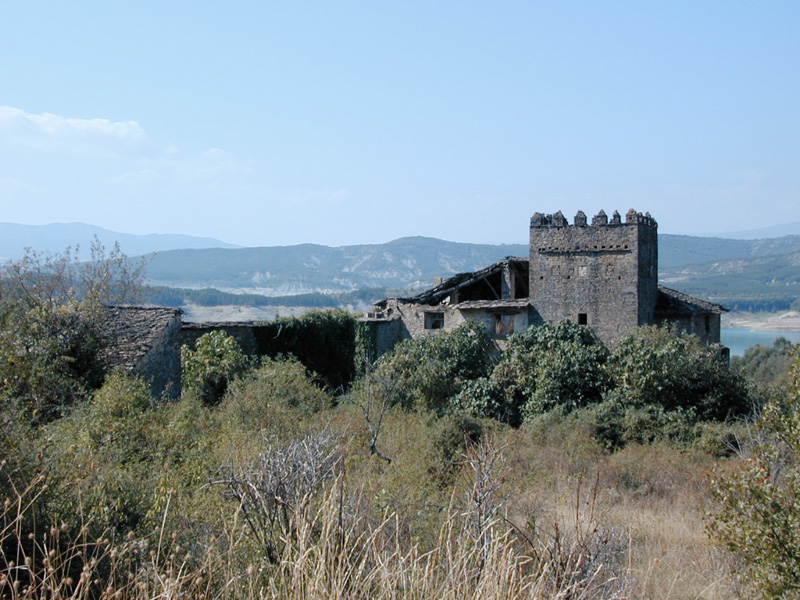
Conjunto fortificado en el que destaca en altura la torre cuadrada terminada en almenas.
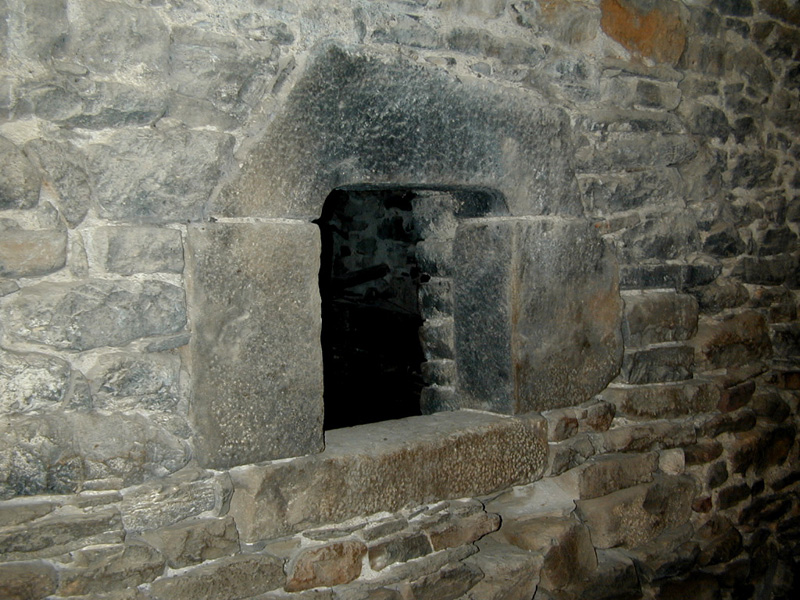
Ventana de piedra.
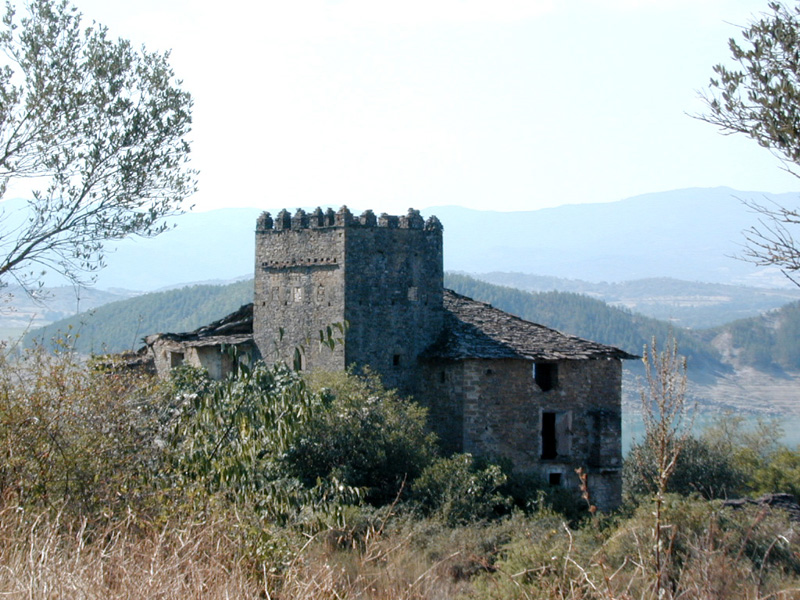
Torre de planta cuadrada terminada con almenas.
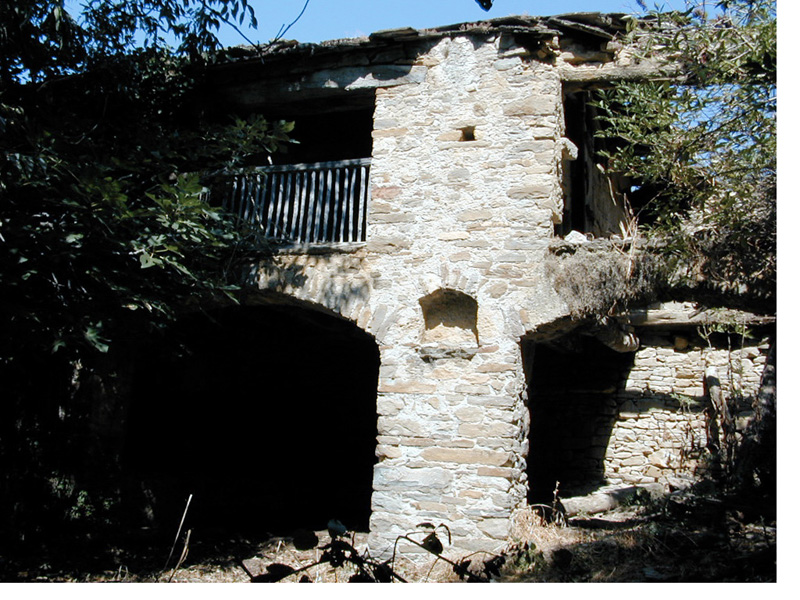
Detalle de aberturas interiores orientadas al sur.